# Marina Mokotów

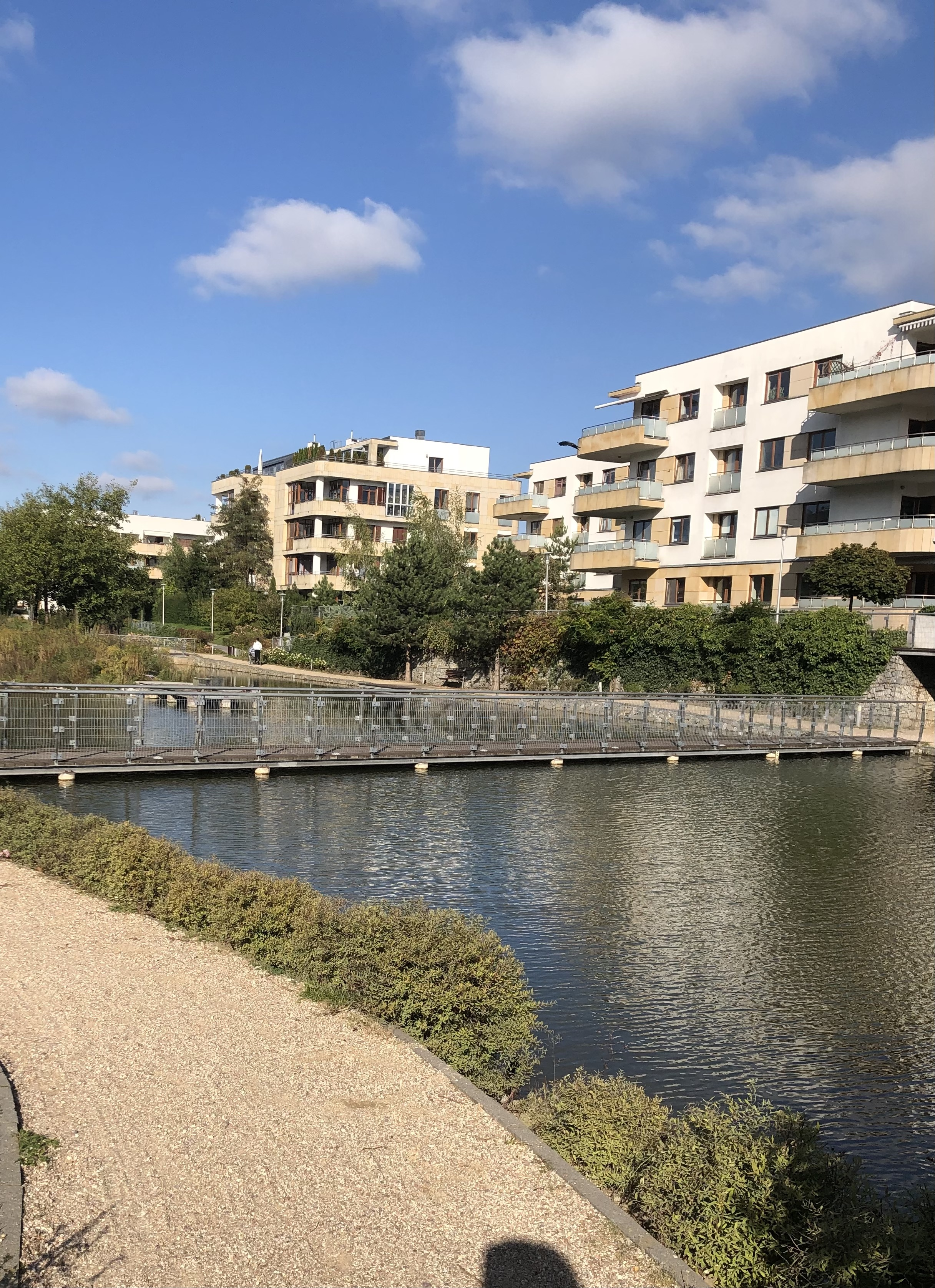
Marina Mokotów – Ansicht von Südwesten

Marina Mokotów ist eine Gated Community in Warschau. Auf einer Fläche von 21,5 ha befinden sich 14 Miethäuser mit 1027 Wohnungen, 24 Apartmenthäuser mit 420 Appartements sowie 54 Doppelhäuser und zehn freistehende Häuser, die zwischen 4000 und 5000 Personen beherbergen. Sechzig Prozent des Areals sind Grünflächen.

## Standort
Das Anwesen liegt im Viertel zwischen den folgenden Straßen: Żwirki i Wigury, Racławicka, Miłobędzka und Jana Pawła Woronicza in Mokotów, nur wenige Bushaltestellen von Chopin-Flughafen Warschau. In der Nähe befindet sich ein restauriertes  Fort Mokotów.

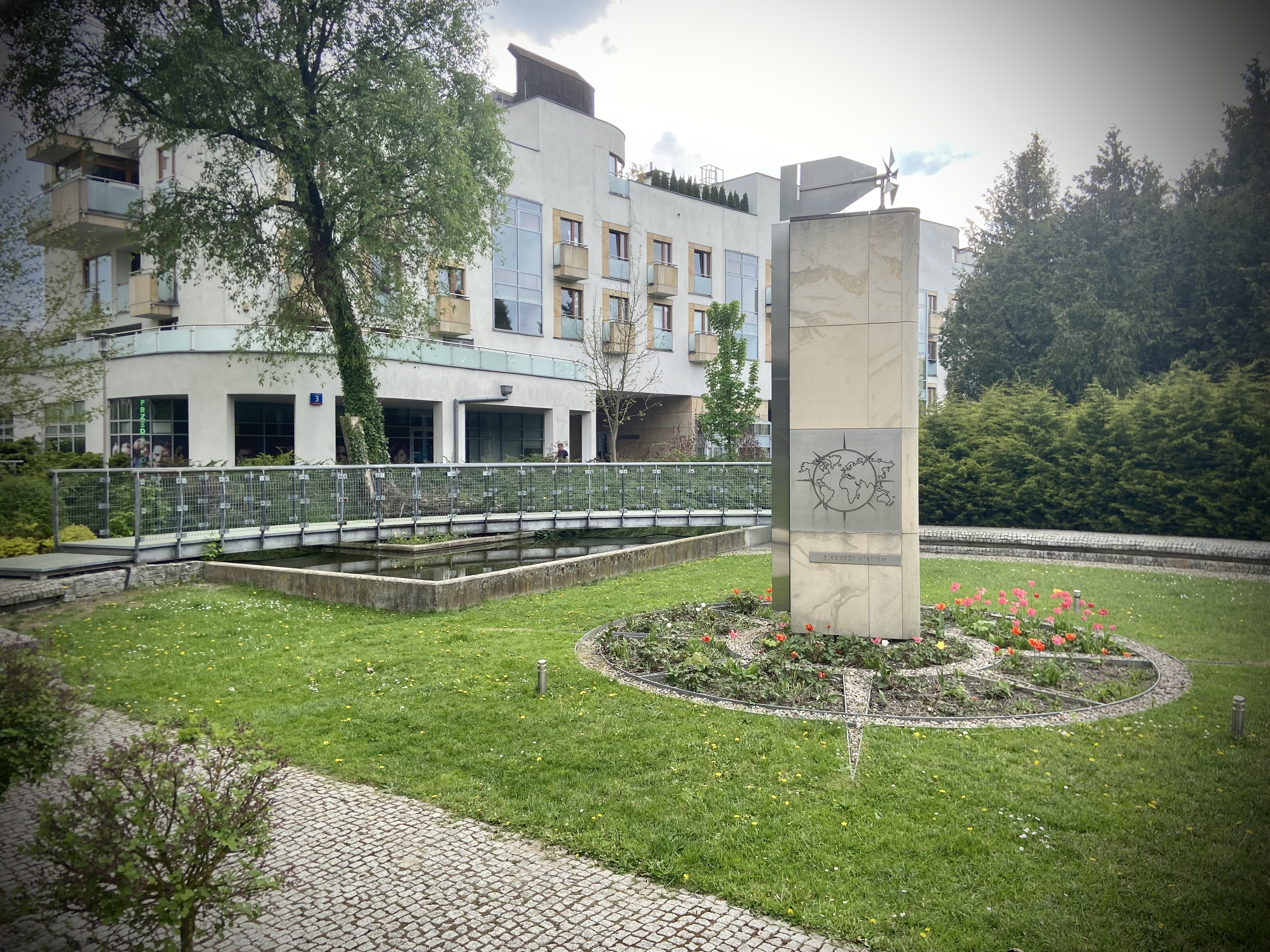
Marina Mokotów – Kompassroseplatz

## Kritik
Bei der Größe handelt es sich bei der Marina Mokotów fast um einen Stadtteil. Das Fehlen öffentlicher Wege durch den Komplex führt zu einer Fragmentierung der Stadt. In einem Bericht der Stadtverwaltung wird dieses Problem ebenfalls erwähnt und eine negative Auswirkung auf die Entwicklung der umgebenden Stadtteile festgestellt.

## Weblink
- Webpräsenz

Koordinaten: 52° 11′ 44″ N, 20° 59′ 16″ O